# Kotfin (Mazovie)
Pour les articles homonymes, voir Kotfin.
Kotfin (prononciation : [ˈkɔtfin]) est un village polonais de la gmina de Gielniów dans le powiat de Przysucha de la voïvodie de Mazovie dans le centre-est de la Pologne.

## Histoire
De 1975 à 1998, le village appartenait administrativement à la voïvodie de Radom.